# 貝努埃盤唇鱨
貝努埃盤唇鱨，為輻鰭魚綱鯰形目倒立鯰科盤唇鱨屬的其中一種，分布於非洲尼日河流域，被IUCN列為次級保育類動物，體長可達3.8公分。

## 扩展阅读
維基物種上的相關：貝努埃盤唇鱨